# Tamias minimus
La ardilla rayada (Tamias minimus) es una especie de mamífero roedor esciuromorfo de la familia Sciuridae. Es la ardilla más pequeña del género Tamias, y la que está más extendida por Norteamérica, encontrándose desde Baja California, Arizona, Nuevo México y California, en el sur, hasta la Columbia Británica, Yukón y el oeste de Quebec, en el norte. Asimismo, la ardilla rayada está presente en una variedad de hábitats, entre los que se encuentran los bosques de coníferas, los bosques boreales y las praderas.
Las ardillas rayadas tienen tres líneas negras y dos blancas en la cara, así como cinco rayas negras con bordes castaños en la espalda. Su cola es de un color entre castaño y naranja. Estas ardillas son diurnas y se alimentan de semillas, nueces, moras y otras frutas que a veces almacenan un puñado de estas en sus mejillas y boca para llevarlas a sus madrigueras, así como de insectos. Sus depredadores son los halcones y los búhos. Las ardillas rayadas se reproducen a principios de primavera; en cada camada las hembras tienen entre 5 y 6 crías.
Debido a que no hibernan, las ardillas rayadas almacenan comida para tener una fuente de alimento durante el invierno.

## En la cultura popular
A la especie Tamias minimus le pertenecen las ardillas de los dibujos animados de Disney, Chip y Dale, quienes aparecieron por primera vez en el corto Pluto´s Private, donde molestaban a Pluto, la mascota de Mickey Mouse.  